# Stoya
Stoya (15 de juny de 1986, Willmington, Carolina del Nord) és una actriu pornogràfica estatunidenca. Posseeix un contracte exclusiu amb la productora Digital Playground i és la primera noia d'aspecte alternatiu contractada en la indústria pornogràfica. Stoya va rebre el premi Best New Starlet en la cerimònia dels Premis AVN de 2009.

## Biografia

### Primers anys
Stoya va néixer el 15 de juny de 1986. Des de nena va desitjar convertir-se en ballarina, per la qual cosa va començar a anar a classes de ball des dels tres anys. Es va obtenir la seva diploma d'educació secundària abans dels setze anys.
A causa que el seu pare treballava en tecnologies de la informació, Stoya ha tingut accés a molts equips d'electrònica i videojocs. La qual cosa va desenvolupar el seu amor per la tecnologia.
Anys després, Stoya es va traslladar a Delaware. Allà va cursar un semestre en el Delaware College of Art and Design, per després abandonar a causa dels seus problemes amb les autoritats.
Després de traslladar-se a Filadèlfia, va anar a un programa d'estiu en University of the Arts. Va treballar com a secretària, distribuïdora de volants, i ballarina gogó. Stoya va aparèixer en diversos vídeos musicals de bandes que, segons ella, "ningú mai escoltarà".

### Carrera
Va començar posant per a un amic, la qual cosa finalment la va portar a fer de model i treballar per a llocs web de Altporn. Un dels llocs web en els quals va treballar li va preguntar si estava disposada a fer una escena de softcore per a un DVD que anaven a publicar.
Afirma que va descobrir la pornografia a través d'un interès en BDSM i d'un grup d'Usenet dedicats al fetitxisme.
Va aparèixer en dues produccions en DVD per a Razordolls i va realitzar un cameo no sexual en dues publicacions de Vivid Entertainment Group. Després va ser contactada per Digital Playground, els qui li van proposar realitzar una escena lèsbica hardcore amb Sophia Santi. L'escena en qüestió mai es va realitzar. Malgrat això, a l'agost de 2007 es va reunir amb diversos representants de Digital Playground, els qui li van preguntar si volia ser l'estrella d'una pel·lícula pornogràfica al costat d'actors masculins. Després d'una acurada avaluació, Stoya va acceptar.
A l'octubre de 2007, va signar un contracte exclusiu per tres anys amb Digital Playground. La primera escena que va rodar per a ells va ser Stoya Video Nasty (publicitada en la caràtula del DVD com la seva primera escena heterosexual), però la seva primera pel·lícula llançada per l'empresa va ser Jack's POV 9.
Stoya va declarar que explorar la seva sexualitat davant la càmera ha estat una aventura divertida.
En 2009, Stoya va realitzar la seva primera incursió en el mainstream com a Kamikaze SheGun 5000, en el guardonat projecte del concurs 48 Hour Film Project, The Kingpin of Pain.
A l'abril de 2013, Stoya va aparèixer en la portada de Village Voice, que va incloure un reportatge sobre la seva carrera i la seva vida a Nova York.
A pesar que Stoya es trobava sota contracte exclusiu amb Digital Playground, en 2013 el director John Stagliano, de la productora Evil Angel, va rebre un "permís especial" per incloure-la en el repartiment de la seqüela de la sèrie cinematogràfica Voracious. En 2014 decideix abandonar Digital Playground, amb la finalitat d'enfocar la seva carrera a la direcció cinematogràfica. Es troba autofinançant la seva primera pel·lícula, la qual es rodarà al febrer de 2014.

### Vida personal
A Stoya li agrada l'art, i un dels seus passatemps és la creació de roba. Aquesta cosa usa en les seves escenes i en les convencions eròtiques a les quals vas agafar. Li agrada la lectura, sent la ciència-ficció i la fantasia els seus gèneres literaris favorits. Dins dels seus autors favorits nomena a William Gibson i Anne McCaffrey.
Reconeix la importància de les xarxes socials en la seva carrera. Manté activitat en MySpace, Twitter, Tumblr, diversos fòrums d'internet, i manté el seu blog en XCritic i Vice.
Stoya diu haver evitat les relacions sentimentals durant anys. Creu que el compromís monogàmic afectaria la seva capacitat per oferir les millors actuacions possibles en pel·lícules per a adults, si la seva parella se sent incòmoda amb això. A més és del fet que el seu treball no és qualcom que qualsevol relació pugui sobrellevar.
El juny de 2009 la premsa va parlar sobre una possible relació de l'actriu amb el cantant gòtic Marilyn Manson. Amb aquesta relació Manson va posar fi al novembre per tornar amb la qual era la seva parella, l'actriu Evan Rachel Wood, el gener de 2010. Finalment Stoya va al·legar que la relació que tots dos mantenien no era considerada per cap dels dos com una relació seriosa, ja que amb prou feines es veien i no hi havia comunicació. Stoya ha esmentat aquesta relació com «una relació de caràcter sexual» i sense compromisos pel mig. Ha parlat d'aquesta relació com «un passatemps divertit», a més de dir en més d'una ocasió que per Manson no sentia més enllà que una gran amistat, dient «Per què no tenir un amic amb dret a frec si cap té parella?». No obstant això, Manson i Stoya mantenen una relació d'amistat des de la finalització d'aquesta estranya i curta relació. Marilyn Manson mai ha parlat o desmentit gens sobre aquesta relació.

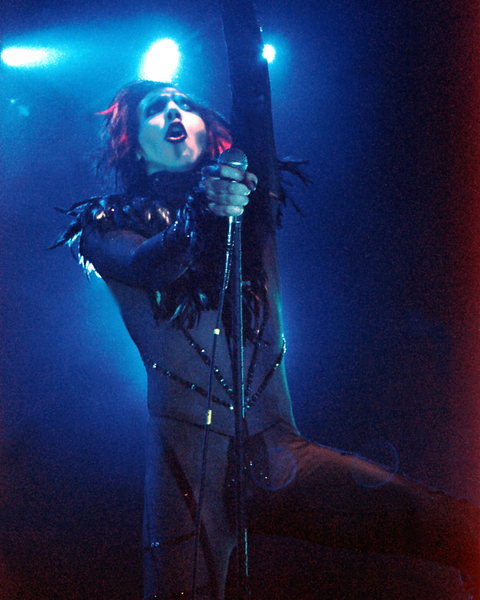
El cantant gòtic Marilyn Manson, parella sexual de Stoya entre els mesos de juny i novembre de l'any 2009.

El juliol de 2013 es va fer pública la seva relació amb el també actor pornogràfic James Deen. Va finalitzar la seva relació a la fi del 2014.
Ha rebutjat dues vegades l'oferta de Digital Playground per col·locar-se implants de mama de manera gratuïta.
En el seu blog, va declarar tenir una al·lèrgia al làtex lleu i problemes amb els mètodes de contracepció hormonal. També va explicar que ha tingut tres avortaments químicament induïts i que ha evitat reeixidament l'embaràs.
El seu pare és escocès i la seva mare sèrbia.
En una entrevista amb The Huffington Post, Stoya va revelar que els seus pares han acceptat bé la seva carrera. L'únic problema és que, a causa de la seva popularitat com a actriu pornogràfica, el seu pare ha manifestat que la seva filla «va arruïnar la pornografia» per a ell.

## Premis
- 2008 − Premi Eroticline − Best US Newcomer.[20]
- 2009 − Premi AVN − Best New Starlet.[2]
- 2009 − Premi AVN − Best All-Girl Group Sex Scene − Cheerleaders.[2]
- 2009 − Premi XBIZ − New Starlet of the Year.[21]
- 2009 − Premi XRCO − New Starlet.[22]
- 2012 − Premi AVN − Hottest Sex Scene (Fan Award) − Babysitters 2.[23]
- 2014 − Premi XBIZ − Best Scene - Feature Movie − Code of Honor.[24]